# Hortense Kempe
Hortense Josephine Henriette Adriana Kempe (* 23. März 1886 in Rotterdam; † 4. November 1974 in Apeldoorn) war eine niederländische Malerin.

## Leben
Hortense Kempe wurde am 23. März 1886 in Rotterdam als Tochter von Adriaan Kempe und Johanna Christina Maria Seelking geboren. Sie wurde an der Willem de Kooning Academie in Rotterdam ausgebildet. Ihre Lehrer waren Frederik Nachtweh und Ferdinand Oldewelt. Sie war Mitglied der Schilderessenvereniging ODIS und von Vereeniging van Beeldende Kunstenaars ‚De Rotterdammers‘. Bis 1917 lebte und arbeitete sie in Rotterdam, danach in Den Haag und ab 1940 in Apeldoorn.
Hortense Kempe starb am 4. November 1974 in Apeldoorn.